# Palabra primitiva
En gramática tradicional, una palabra primitiva es aquella que consta únicamente de un lexema o raíz y posiblemente algún morfema  flexivo obligatorio como únicos constituyentes, careciendo de morfemas derivativos o afijos u otros lexemas: león, bueno, fénix. Estas son, las palabras primitivas aquellas que no se derivan de ninguna otra palabra anterior o está compuesta de otras palabras.
En algunas series de palabras formadas a partir de la misma raíz o lexema puede resultar difícil identificar una palabra primitiva, como en identificar, idéntico o identidad, donde se identifica la raíz ident- pero donde todas ellas contienen sufijos derivativos. La noción tradicional de palabra primitiva puede ser substituida por la de lexema.